# Canon EOS 20D
Die Canon EOS 20D ist eine digitale Spiegelreflexkamera des japanischen Herstellers Canon, die im September 2004 in den Markt eingeführt wurde. Sie wird inzwischen nicht mehr produziert.

## Technische Merkmale
Der CMOS-Sensor im APS-C-Format liefert bei höchster Auflösung Bilder in einer Auflösung von 3504 × 2336 Pixeln (effektive 8,2 Millionen Pixel). Mit der Kamera sind Serienaufnahmen mit bis zu 23 Bildern in Folge bei fünf Bildern pro Sekunde möglich. Der Autofokus weist neun Messfelder mit Anzeige der aktiven Messpunkte im Sucher auf. Die Bilder werden auf einer CF-Karte gespeichert und können über einen USB-2.0-Anschluss an einen USB-Host übertragen werden. In der Kamera arbeitet ein DIGIC-II-Prozessor.
Die Kamera beherrscht im Blitzbetrieb nur den E-TTL- bzw. E-TTL2-Modus, so dass ältere Systemblitze wie das Canon Speedlite 540EZ nur im manuellen Modus funktionieren oder wie der Canon Ringblitz ML-3 gar nicht zünden. Der Hersteller empfiehlt daher die Verwendung von E-TTL-tauglichen Geräten der EX-Reihe, wie z. B. das Canon Speedlite 580EX.
Das Canon EF-S-Objektivbajonett, ermöglicht den Anschluss von Canon-Objektiven der EF-S-Serie, die durch den kleineren Bildkreis speziell auf Digitalkameras mit APS-C-Sensoren abgestimmt sind und auch nur auf dieses Bajonett passen. Weiterhin ist auch die Verwendung von Canon EF-Objektiven oder Optiken von Fremdherstellern möglich. Adapter machen auch andere Kleinbildobjektive nutzbar, z. B. solche mit M42-Schraubgewinde. Das Kameragehäuse selber besteht aus Magnesium.

## ModellvarianteEOS 20Da

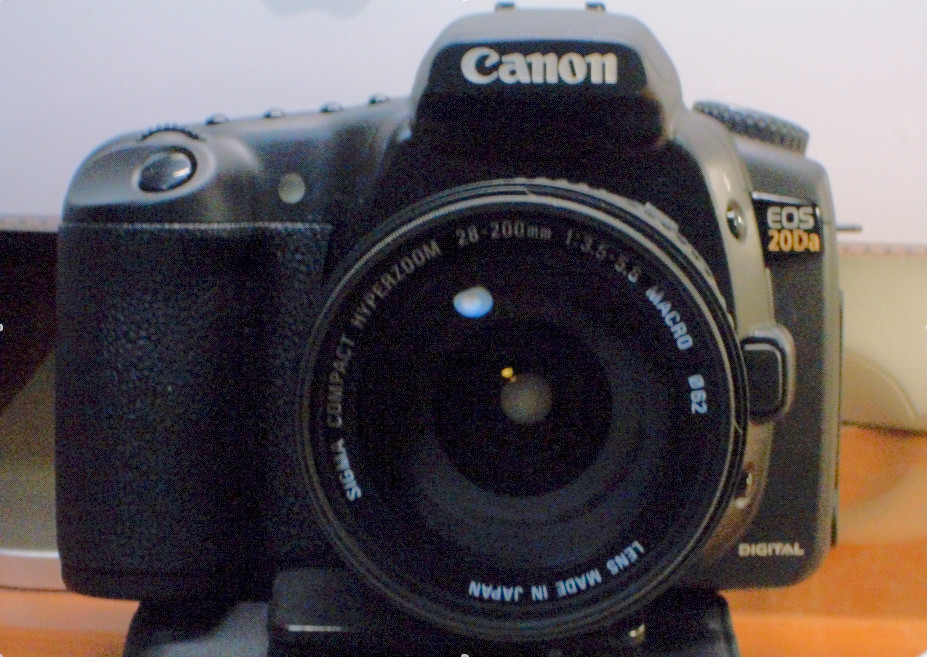
Canon EOS 20Da

Das Modell EOS 20Da ist eine Spezialversion der Kamera, die für die Astrofotografie konzipiert wurde. Sie besitzt einen modifizierten Tiefpassfilter, der den für astronomische Beobachtungen wichtigen Wellenlängenbereich um die Alpha-Linie des Wasserstoffs (H α, Fraunhoferlinie) weniger dämpft. Außerdem wurde eine Fokussierhilfe eingebaut, die manuelles Fokussieren mit Hilfe einer vergrößerten Darstellung auf dem Display erleichtert, wodurch der Betrieb an Teleskopen stark vereinfacht wird.

## Ansichten der Kamera

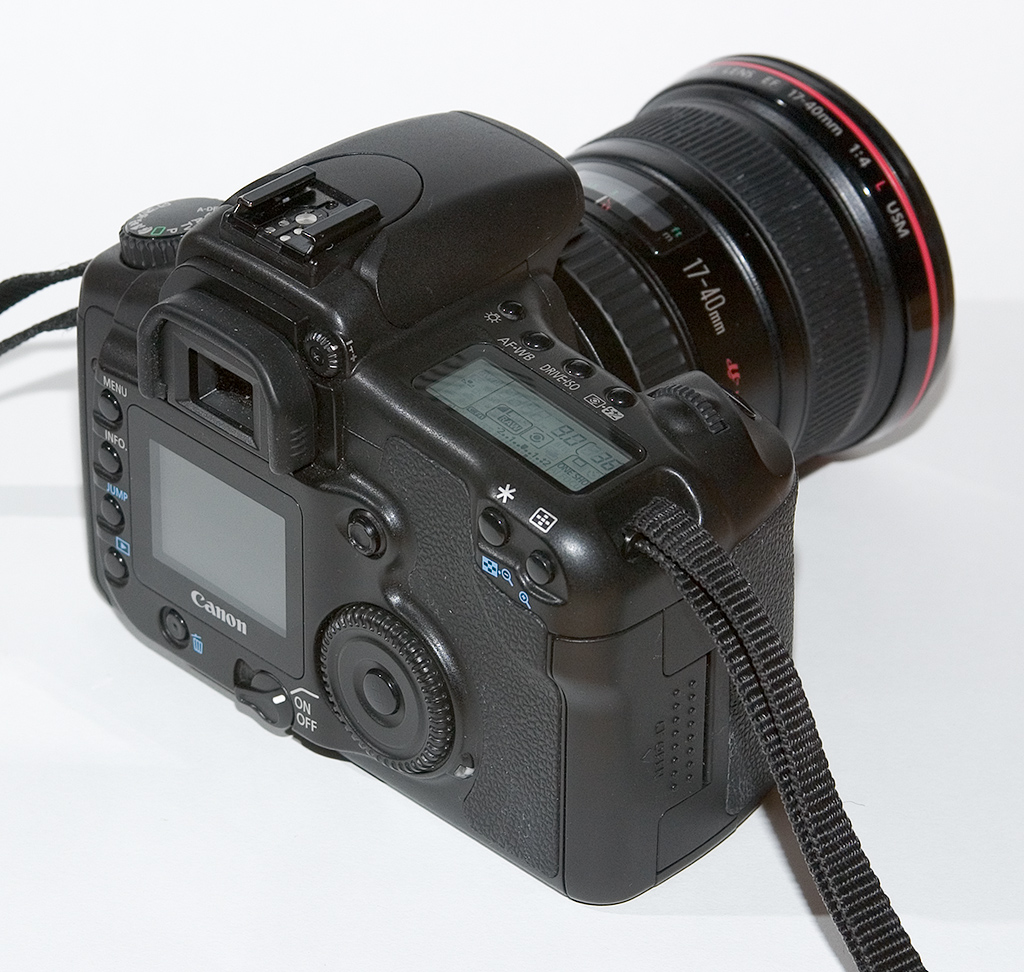
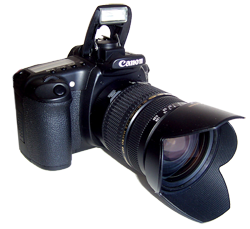